# Політика реформ і відкритості

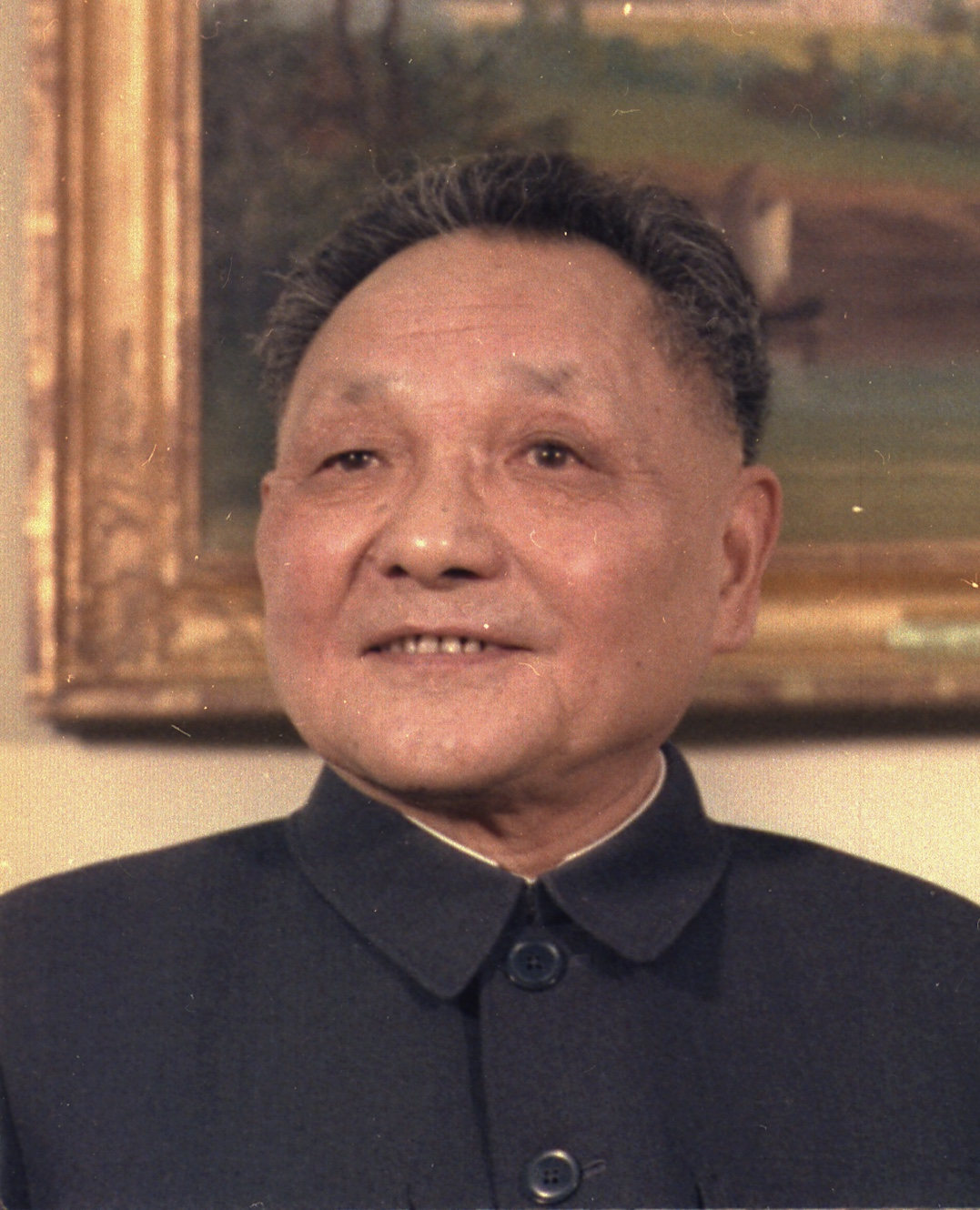
Ініціатор концепції — Ден Сяопін.

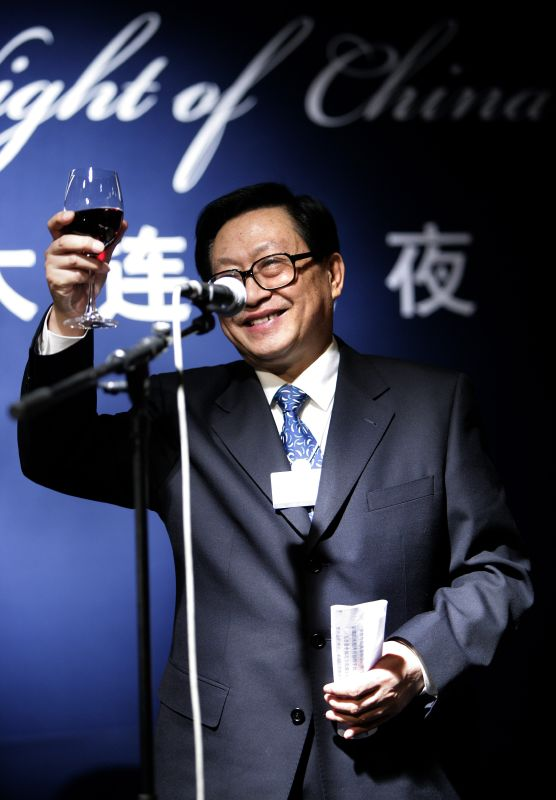
Хуа Цзяньмінь, Всесвітній економічний форум у Давосі, 2007

Політика реформ і відкритості (спрощ.: 改革开放; кит. трад.: 改革開放; піньїнь: Gǎigé kāifàng) — програма соціально-економічних реформ в Китайській Народній Республіці, націлена на створення соціалізму з китайською специфікою, або соціалістичної ринкової економіки, і на відкритість до зовнішнього економічного ринку та світу. Реформи розпочалися 1978 року за ініціативи крила прагматиків у Комуністичної партії Китаю (КПК), очолюване китайським політичним діячем і тодішнім фактичним лідером країни Ден Сяопіном, і тривають донині.
Реформи мали на меті витягнути КНР із тяжкої соціально-економічної кризи і бідності після диктатури Мао Цзедуна та ініційованих при ньому «Великого стрибка» та Культурної революції. Після протестів на площі Тяньаньмень 1989 року увійшли в стагнації, однак відродилися 1992 року після знаменитого південного турне Ден Сяопіна.  
Унаслідок цього, 2010 року КНР перегнала Японію як другу за величиною економіки у світі по номіналу. В 2014 році Китай в такому ж абсолютному макроекономічному показнику обігнав США по паритету купівельної спроможності, зайнявши перше місце.
В результаті, економічні реформи призвели до економічного зростання, за даними Світового банку, понад 850 млн людей були позбавлено злиднів.

## Історична ситуація до реформ. Епоха Мао Дзедуна
До початку реформ в китайській економіці домінували державна власність і централізоване планування. З 1950 по 1973 рік реальний ВВП Китаю на душу населення зростав у середньому на 2,9 % на рік, хоча і з великими коливаннями, пов'язаними з Великим стрибком і Культурною революцією. Це помістило її в середину азійських країн (хоча в цілому на світовому рівні, Китай був бідною державою), коли у той самий період, сусідні капіталістичні країни, такі як Японія, Південна Корея, Сінгапур, а також конкурент Пекіну Китайська Республіка Чан Кайші, що випереджала материк, росли великими економічними темпами.
Починаючи з 1970 року, економіка вступила в період стагнації, і після смерті Мао Цзедуна, коли був реабілітований і прийшов до фактичної влади Ден Сяопін, а також його команда, очолювана Ху Яобаном та Чжао Цзияном, керівництво Комуністичної партії вирішило звернутися до ринкових реформ, щоб врятувати економіку, що стагнувала.

## Впровадження концепції. Епоха Ден Сяопіна
Компартійна влада проводила ринкові реформи в два етапи. Перший етап, наприкінці 1970-х і на початку 1980-х років, передбачав деколективізацію сільського господарства, відкриття країни для іноземних інвестицій і дозвіл підприємцям відкривати бізнес. Проте великий відсоток промисловості залишався у державній власності. Другий етап реформи, наприкінці 1980-х і 1990-х років, передбачав приватизацію та передачу підрядників значної частини державної промисловості. Скасування контролю над цінами в 1985 році було значимою реформою, а скасування протекціоністських обмежень невдовзі з'явилися політика та правила, хоча державні монополії в таких секторах, як банківська справа та нафтова промисловість, залишилися.
З іншого боку, у 1980 році Ден розпочав паралельний набір політичних реформ, які також надихнули гласність та Перебудова, але врешті закінчилася в 1989 році через придушення протестів на площі Тяньаньмень.
В ході Політики реформ та відкритості, Китай:
- З 1978 по 1992 роки фактично перейшов з планової економіки на ринкову[15].
- Ввів економічну децентралізацію та власну економічну коцепцію, яку деякі західні експерти називають «регіональним децентралізованим авторитаризмом (РДА)[16]», що базується на створенні внутрішньої конкуренції між провінцями, відбору та, в результаті, утворенню конкурентноздатних продуктів з різних галузей[17].
- Відмінив пенсії та встановив тарифи на одному високому рівні[18].
- Відкрив внутрішній ринок для західного капіталу та інвестицій, що дозволило створити сильний великий та середній бізнес, фінансові центри[19].
- Провів реформи в освіті, медицині, соціальній сфері, судовій та податковій системах[20].
- Збільшив внутрішні витрати. З 1978 (початок реформ) по 2010 рік (коли КНР обігнала японську економіку), рівень життя середньостатистичного китайця виріс в 11 разів[19][17][15].

У 2001 році Китай приєднався до Світової організації торгівлі (СОТ). Приватний сектор значно зріс, до 2005 року він становив 70 відсотків валового внутрішнього продукту Китаю. З 1978 по 2013 рік відбувалося безпрецедентне зростання, коли економіка зростала на 9,5 % на рік. Консервативна адміністрація Ху Цзіньтао після 2005 року посилила регулювання та контроль над економікою, скасувавши деякі реформи.

## Теперішня ситуація
Вважається, що ера реформ закінчилася під час керівництва нинішнім генеральним секретарем ЦК КПК Сі Цзіньпіном, який загалом виступає проти реформ і скасував багато реформ епохи Дена. Тим часом КПК під керівництвом Сі відновила державний контроль над різними аспектами китайського суспільства, включаючи економіку. Ця делібералізація також розглядається одним із гонконгських коментаторів як частина теми поточної торговельної війни між США та Китаєм, у якій Вашингтон стверджує, що Пекін надає несправедливі та дискримінаційні конкурентні торгові переваги китайським державним і вітчизняним приватним компаніям.